# Chiesa dei Santi Nicola e Clemente
La chiesa di Gesù Bambino è la chiesa parrocchiale di Lama dei Peligni, in provincia di Chieti. È costituita da un'aula ripartita in tre navate e abside rettangolare, un portico laterale e un campanile, entrambi miranti la piazza principale. Sulla facciata fiorisce il fascinoso rosone, rosone affacciato sovra una piazzuola accogliente i fedeli prima di una funzione sacra. La parrocchia, intitolata originariamente ai SS. Nicola e Clemente, ha assunto la nuova denominazione a partire dal 2015, in onore della statuetta di Gesù Bambino conservata al suo interno (nell'abside dietro l'altare principale), sin dal 1760.

## Storia

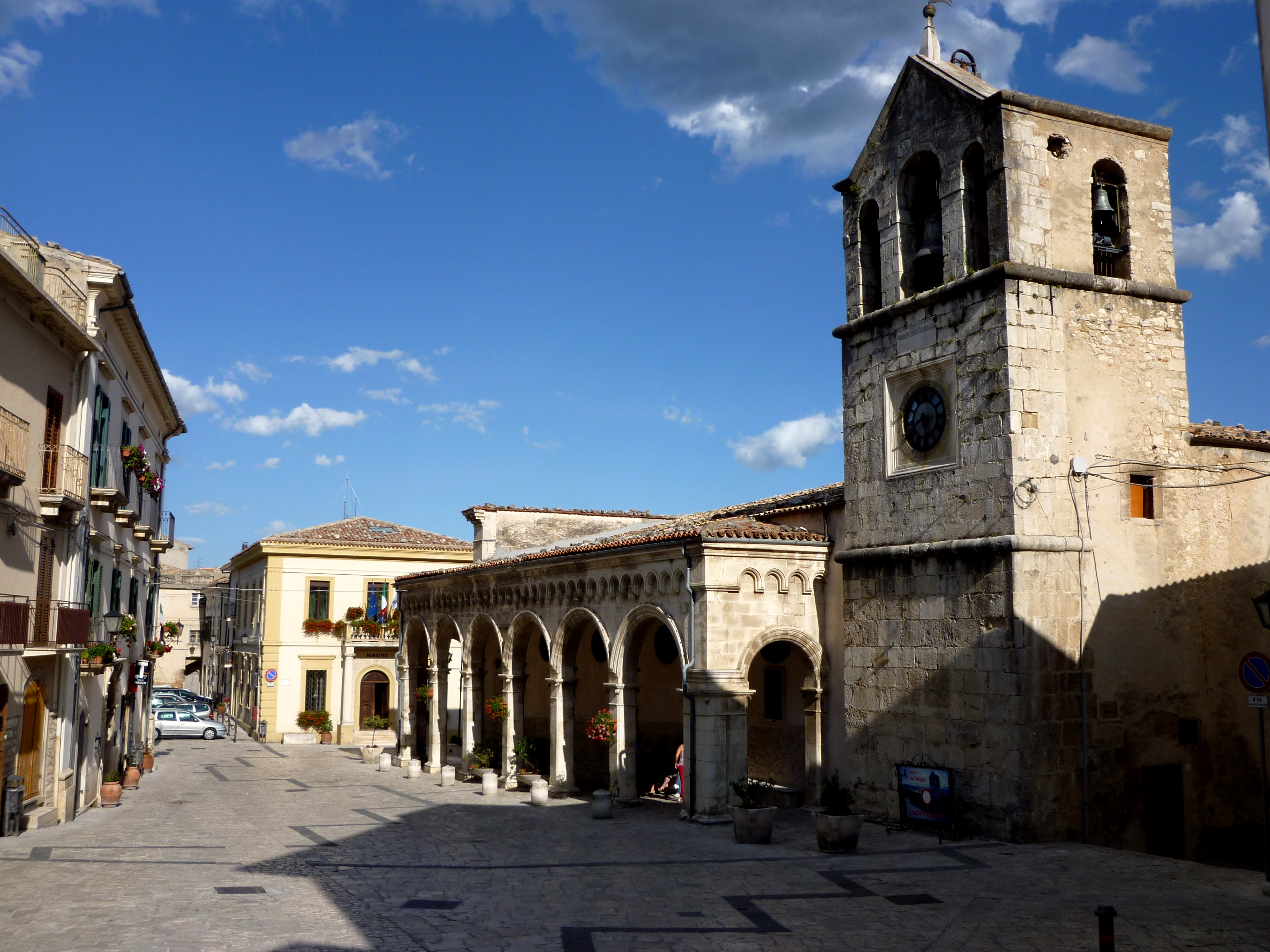
Il meraviglioso portico e il campanile da piazza Umberto I.

La prima costruzione risale al XVI secolo, come sembra attestare un'iscrizione apposta sul campanile che riferisce come data di edificazione il 1589. La chiesa sorse nella parte fuori dalle mura, sull'attuale piazza Umberto I, in quanto l'antica chiesa di San Clemente Papa a Lama vecchia, nella parte a frana verso il burrone dell'Aventino, era troppo piccola per ospitare le funzioni religiose, ma anche perché era stata danneggiata da vari smottamenti, definitivamente svigorita e strutta dal terremoto del 1706, e poi abbandonata del tutto a seguir del terremoto nel 1933. Le due finestre rettangolari della facciata sono un'aggiunta settecentesca, dettata dalla necessità di maggiore illuminazione, mentre il portico che fiancheggia l'edificio venne eretto solo nel XX secolo. L'aspetto attuale dell'interno è frutto di una ricostruzione dopo il sisma della Majella del 1706, che fece franare a valle metà del paese di Lama; anche il campanile fu rinnovato, e si presume fosse una torre quadrangolare, anziché avere l'aspetto rettangolare, di cui la parte originale è la facciata ad archi, guardante la piazza.
Non avendo fortunosamente subito danneggiamenti gravi con il terremoto della Majella del 1933, e con la distruzione di Lama da parte dei nazisti, la chiesa nel 2015 è stata riconsacrata dall'arcivescovo di Chieti, Monsignor Bruno Forte, a "Gesù Bambino", la cui reliquia è venerata nella chiesa.

### Leggenda del Bambino
Particolarmente venerata, nella chiesa, è la reliquia del Bambino Gesù, una testina in cera fatta fabbricare a Gerusalemme. La leggenda è stata studiata dal lamese Francesco Verlengia: nel 1760 il francescano Pietro Silvestri tornato dalla Palestina, portò a Lama una statuetta in cera rappresentante Gesù Bambino con le braccia avvolte attorno al corpicino, le labbra chiuse, gli occhi neri aperti. Questo secondo gli atti  della diocesi di Chieti, una sfumatura locale della leggenda vuole che fosse stata realizzata solo la testa del Bambino, da avvolgere in fasce, data la povertà di denaro del francescano. L'effigie è firmata dal Frate Giovanni Lorenzo da Limano, missionario apostolico e parroco del Vecchio Cairo in Egitto, l'immagine è conservata in un'urna d'argento rivestita di cristalli, avvolta in un tessuto di seta rossa, che fu realizzata nel 1845 da un locale.
Precedentemente la reliquia si trovava in un'urna di legno intarsiato e dorato, del 1778, realizzata da un maestro ebanista di Sulmona; nel 1894 con i contributi degli emigrati in America, fu realizzata una colomba d'argento posta sopra l'urna, nel 1906 l'altare marmoreo fu completato. Nel 1013 è stata realizzata una chiave d'argento, a simbolo della comunità lamese che intende rimettersi alla protezione di Gesù Bambino.
La Sacra Effigie del Bambino, sin dal momento in cui arrivò a Lama dalla Palestina, acquistò la fama di poteri taumaturgici, di guarigioni miracolose da mali, veniva portata in processione durante il Natale. Sempre sfumature locali della leggenda vogliono che la testina di cera scampò a naufragio durante le tempeste per il viaggio via mare, che appena arrivata in paese, le campane delle chiese iniziassero a suonare da sole, che le beste, i buoi, gli asini, si inginocchiassero davanti al suo passaggio. Testimonianze sono date anche da opere x voto dei paesani lamesi, o da testimonianze raccolte, di guarigioni miracolose improvvise, di salvataggi di bambini caduti nei pozzi e rimasti incolumi, e via dicendo. Alcune di queste opere ex voto furono trafugate dai tedeschi durante la seconda guerra mondiale, e sempre voci riportano che questi colpevoli ebbero una vita misera dopo la guerra, e morirono di atroci mali.
Nel 1826 fu realizzata una piccola edicola laterale l'altare maggiore, ancora esistente oggi, per raccogliere le offerte x voto, nel 1799 un altro miracolo si verificò: alla notizia dell'arrivo dei francesi di Napoleone, per salvare la reliquia, si realizzarono altre casse per trasportare al sicuro la testa del Bambino, ma queste si rivelarono inadatte, troppo grandi o piccole, benché fossero state prese le misure giuste, sicché la cosa fu interpretata come la ferma volontà del Bambino di rimanere in loco, proteggendo la città dell'attacco francese. Nel 1854 ci fu una grave epidemia di colera, e si organizzarono delle messe in onore del Bambino, sicché nei paesi attorno, come Taranta, Letto, Palena, Civitella, i morti furono molti, a Lama solo qualcuno.
Una nuova epidemia, la spagnola, colpì Lama nel 1915-18, mietendo delle vittime, la testa del Bambino fu portata in processione, ed esposta fuori dalla chiesa, contenendo il numero delle vittime, rispetto agli altri paesi attorno. Nel settembre 1943 i tedeschi irruppero a Lama durante la processione, interrompendola e ordinando il coprifuoco. La testa del Bambino fu nascosta in un casolare per evitare danneggiamenti o che fosse trafugata, sicché si salvò dall'effettiva distruzione di Lama per via della tattica della "terra bruciata" dei nazisti.
Nel 2010 in occasione del 250simo anniversario si sono celebrati solenni festeggiamenti, e migliorata la rievocazione storica dell'Adventus, in voga già dal 1993, ossia la rievocazione dell'arrivo a Lama della testa del Bambino.

## Descrizione
La facciata, dai lineamenti essenziali e di gusto rinascimentale, presenta una terminazione rettangolare, un portale con timpano, in asse con un rosone ornato da testine d'angelo, e due paraste angolari in pietra. Il resto del prospetto principale e di quelli laterali sono intonacati. Il portico è composto da sei arcate a tutto sesto poggianti su pilastri, tutti quanti realizzati con conci di pietra calcarea squadrata. Il campanile, a base quadrata, è suddiviso in tre settori da due cornici marcapiano. Ad eccezione del prospetto parallelo al portico, con pietra a vista, esso è interamente intonacato.
All'interno dell'ambiente, riccamente decorato con stucchi bianchi e dorati, quattro campate sono sorrette da arcate a tutto sesto impostate su colonne e pilastri. La navata centrale è caratterizzata da un soffitto piano con decorazioni dorate a motivi ottagonali, mentre quelle laterali possiedono volte a padiglione. Tra il coro e la navata principale vi è una cupola con lanterna circolare. All'ingresso dell'edificio un ambone dal profilo ondulato e con parapetto decorato e sostenuto da quattro colonne accoglie un organo a canne del XVII secolo. In fondo alla navata centrale è presente invece un pulpito in legno del 1600, che ospita statue di santi dell'artista romano Bartolomeno Balcone.

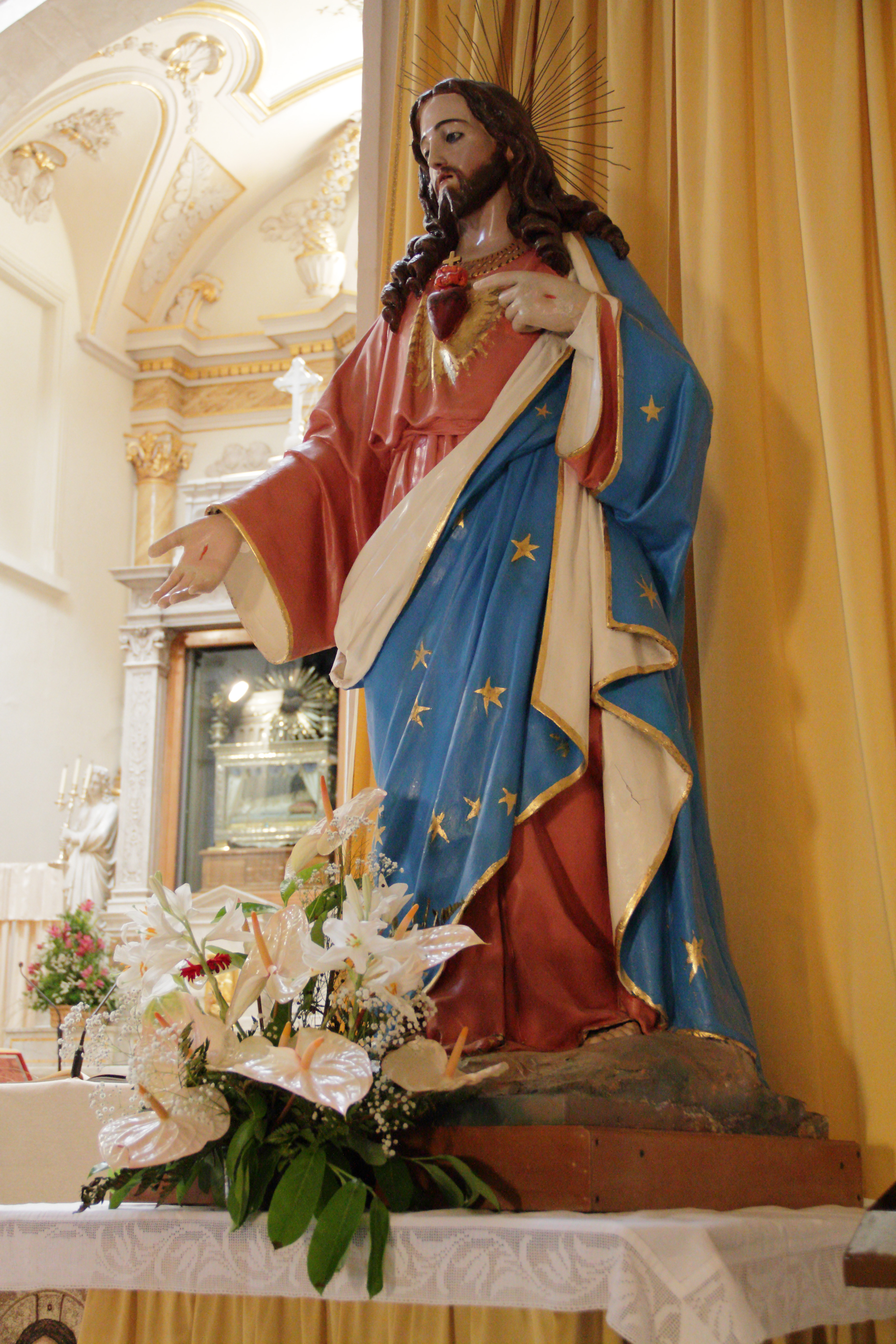
Statua del Cristo all'interno della Chiesa

Nella navata destra compaiono, nell'ordine, una nicchia con S. Sebastiano, un primo altare moderno con un'effigie della Divina Misericordia (allestito recentemente), che ospita il fonte battesimale, quest'ultimo coperto da un cassone in legno tardo-gotico risalente all'Ottocento. Successivamente vi è un altare con la Madonna Addolorata e il Cristo morto, poi un altare con S. Antonio da Padova e infine un ultimo con la raffigurazione del Sacro Cuore di Gesù. Nella navata di sinistra compaiono, nell'ordine, un primo altare con la Madonna del Rosario, poi un altare con un quadro della Madonna delle Grazie. Successivamente un altare con S. Cesidio, seguito da quello in onore di S. Giuseppe. Per finire vi è una nicchia con S. Gabriele dell'Addolorata. In fondo alla chiesa, sul portone di ingresso, è posto un soppalco sostenuto da quattro colonne, che ospita un organo a canne realizzato nel XVII secolo. In fondo a sinistra della navata centrale è situato un pulpito in legno, con rappresentazioni della vita di Gesù. L'altare maggiore è posto in fondo alla navata centrale, posto al centro del presbiterio ed è illuminato dalla luce della cupola. Dietro l'altare è posta l'urna del Santo Bambino, con al di sotto il tabernacolo.

## Galleria d'immagini

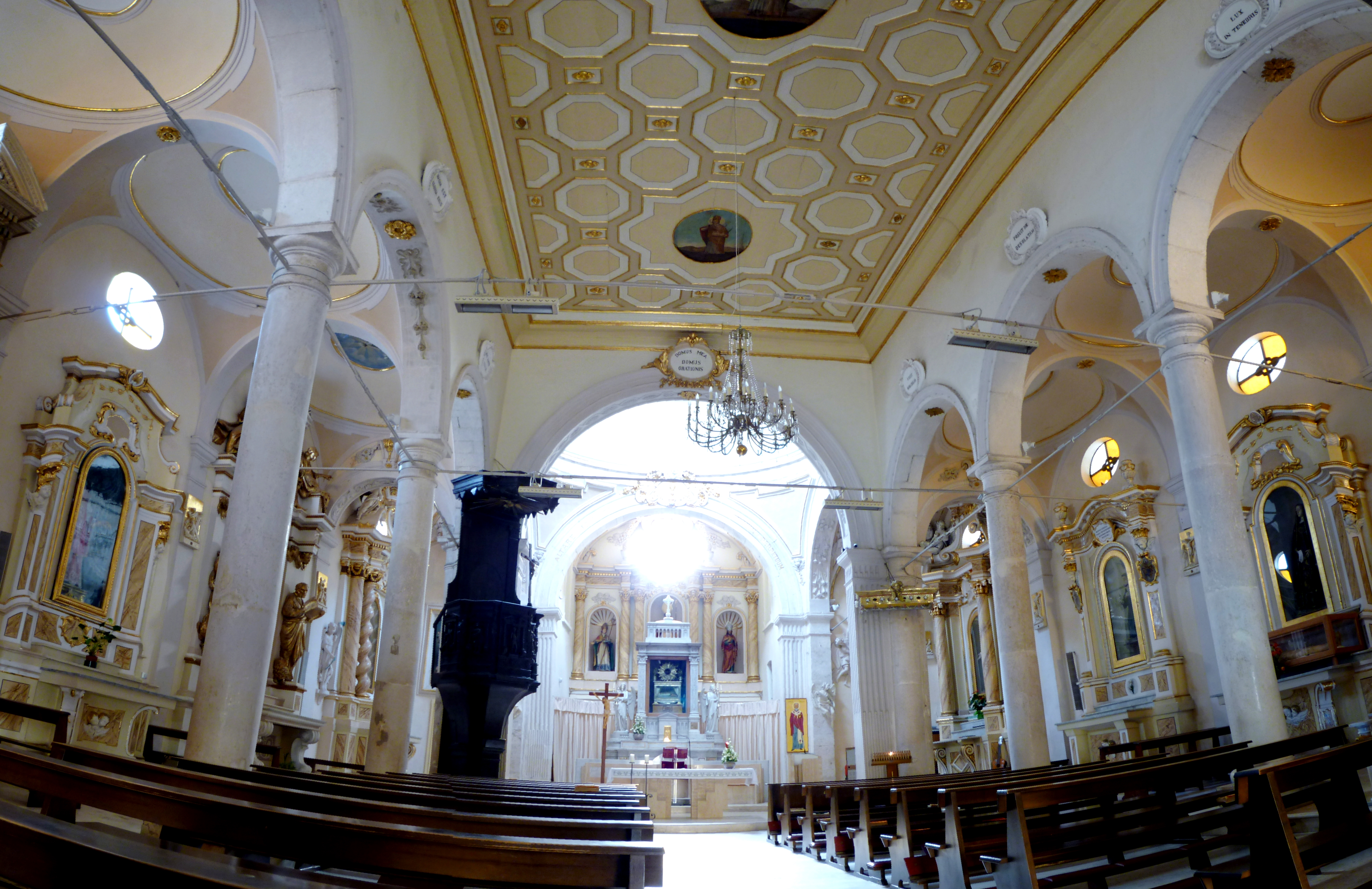
L'interno barocco con le sue tre navate.
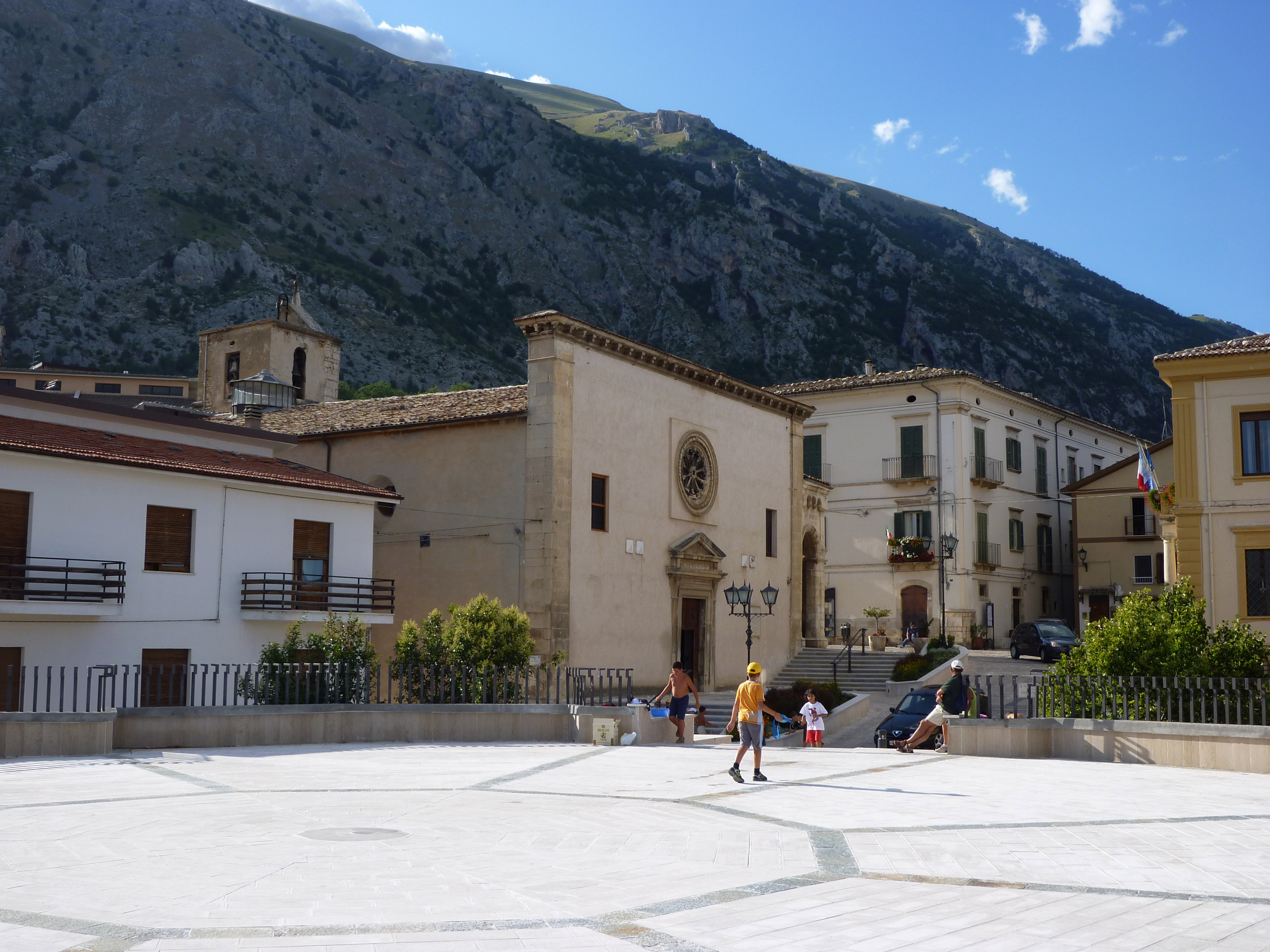
Altra vista dell'edificio.